# 古雅
古雅（こが）は、愛知県小牧市の町名。現行行政地名は古雅一丁目から四丁目。

## 地理
小牧市東部に位置し、東は篠岡一丁目、西は大字上末、南は桃ケ丘一丁目から三丁目、北は大字池之内に接する。
桃花台ニュータウンの北西部に相当する。

### 池沼
- 四ツ池（桃花台西公園内）

## 世帯数と人口
2024年（令和6年）6月1日現在の世帯数と人口は以下の通りである。
| 町・丁目   | 世帯数    | 人口    |
| ---------- | --------- | ------- |
| 古雅一丁目 | 291世帯   | 712人   |
| 古雅二丁目 | 276世帯   | 649人   |
| 古雅三丁目 | 409世帯   | 1,079人 |
| 古雅四丁目 | 391世帯   | 914人   |
| 計         | 1,367世帯 | 3,354人 |

## 学区
市立小・中学校に通う場合、学区は以下の通りとなる。
| 町丁       | 小学校               | 中学校             |
| ---------- | -------------------- | ------------------ |
| 古雅一丁目 | 小牧市立桃ヶ丘小学校 | 小牧市立桃陵中学校 |
| 古雅二丁目 | 小牧市立桃ヶ丘小学校 | 小牧市立桃陵中学校 |
| 古雅三丁目 | 小牧市立桃ヶ丘小学校 | 小牧市立桃陵中学校 |
| 古雅四丁目 | 小牧市立桃ヶ丘小学校 | 小牧市立桃陵中学校 |

## 歴史

### 沿革
- 1979年（昭和54年） - 大字大草・池之内の各一部より、古雅一丁目から四丁目が成立[6]。

## 施設
- ピアーレ（桃花台タウンセンター）
  - MEGAドン・キホーテUNY桃花台店
  - 東春信用金庫桃花台支店
  - 小牧桃花台郵便局
- ホームセンターバロー桃花台店
- 小牧市上水道管理センター
- 中部電力パワーグリッド桃花台変電所
- 小牧市立古雅保育園
- 小牧古雅郵便局
- 県営古雅住宅
- 古雅第二住宅
- 桃花台西公園

## 交通

### 鉄道
- 桃花台新交通桃花台線 桃花台西駅・桃花台センター駅（廃止）

### 道路
- 愛知県道195号荒井大草線
- 愛知県道453号明治村小牧線

## その他

### 日本郵便
- 郵便番号 : 485-0814[2]（集配局：小牧郵便局[7]）。